# خزه ماریمو
خزه ماریمو که به اسامی توپ کلادوفورا، خزه توپی یا توپ دریاچه نیز شناخته می‌شود، (گونه ای از جلبک‌های سبز رشته‌ای) است که در آن جلبک‌ها به توپ‌های سبز بزرگ با ظاهری مخملی تبدیل می‌شوند.
این گونه را می‌توان در تعدادی از دریاچه‌ها و رودخانه‌های ژاپن و شمال اروپا یافت. معمولاً کلنی‌های خزه توپی یا خزه ماریمو در ژاپن و ایسلند شکل می‌گیرند، اما امروزه جمعیت آنها رو به کاهش است.

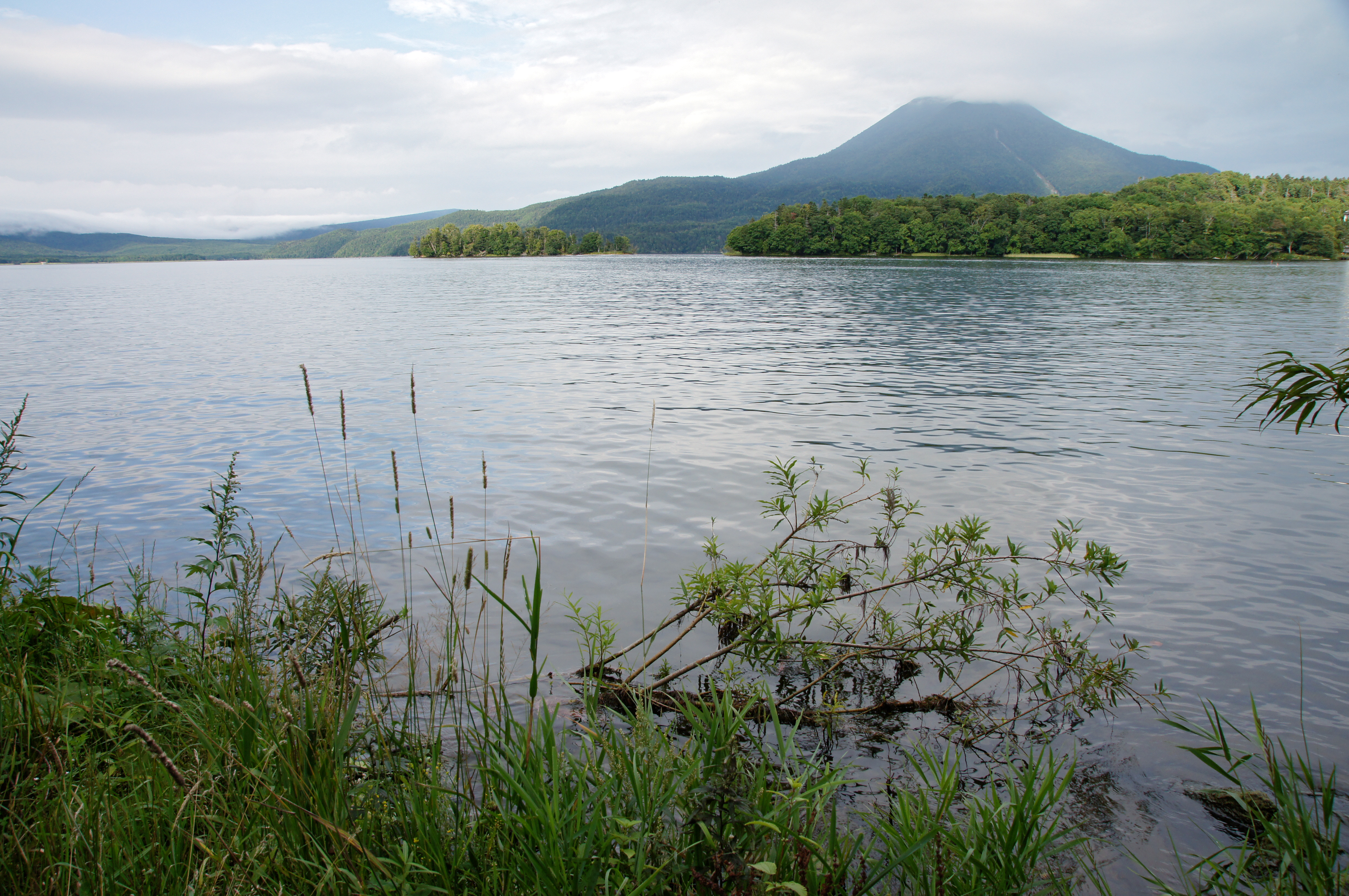
دریاچه آکان و کوه اوکان در ژاپن.

### اندازه
نرخ رشد ماریمو حدود ۵ میلیمتر (۰٫۲ اینچ) در سال است. در دریاچه آکان در ژاپن، جایی که یکی از زیستگاه‌های اصلی این گیاه است آنها تا حدود ۲۰ تا ۳۰ سانتیمتر رشد می‌کنند. دریاچه میواتن در ایسلند، دارای کلنی‌های متراکمی از خزه ماریمو وجود دارد که به حدود ۱۲ سانتیمتر (۵ اینچ) می‌رسد. این کلونی‌ها با قطر و لکه‌های کاملاً مشخص در کف دریاچه در عمق ۲ تا ۲٫۵ متری تشکیل شده‌است. .

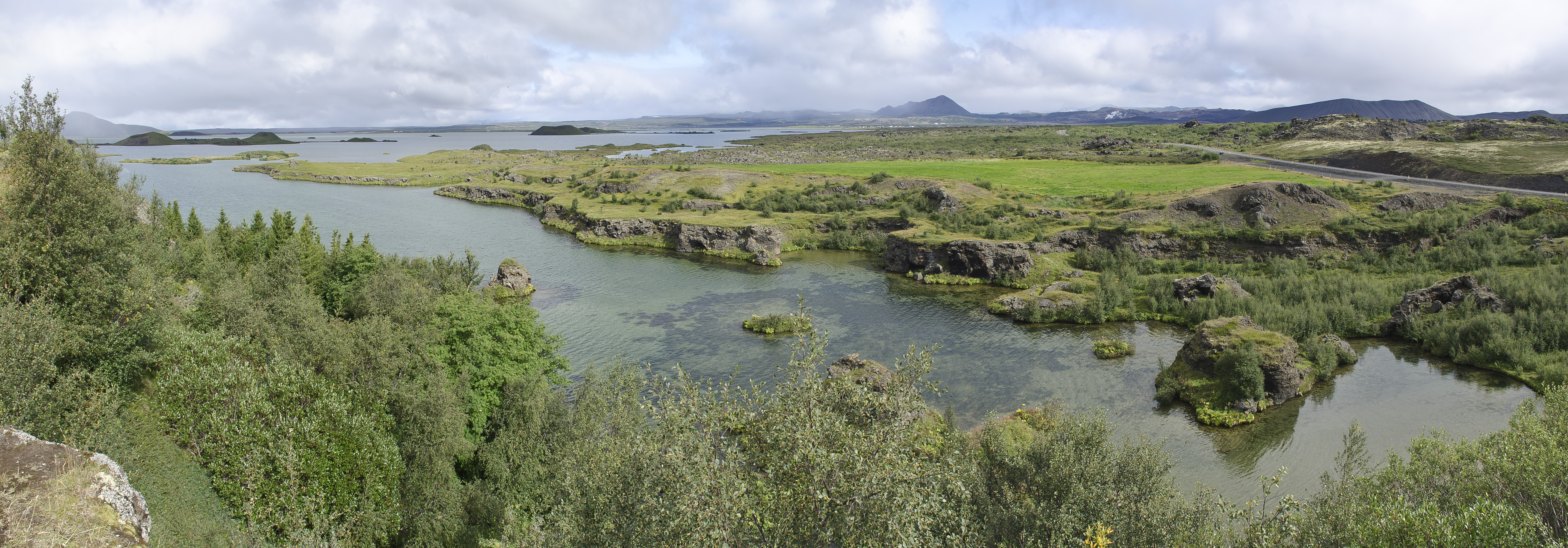
دریاچه میواتن در ایسلند.